# Oussama Assaidi
Oussama Assaidi (sinh ngày 15 tháng 8 năm 1988) là một cựu cầu thủ bóng đá chuyên nghiệp người Maroc từng thi đấu ở vị trí tiền vệ cánh.
Assaidi bắt đầu sự nghiệp của mình ở Hà Lan trong màu áo AZ. Sau khi không được AZ ký hợp đồng chuyên nghiệp, anh chuyển sang chơi cho câu lạc bộ hạng hai FC Omniworld và sau đó là De Graafschap trước khi gia nhập Heerenveen vào năm 2009. Màn trình diễn ấn tượng tại Abe Lenstra Stadion đã giúp cầu thủ người Maroc được nhiều câu lạc bộ lớn ở châu Âu chú ý. Assaidi ký hợp đồng với Liverpool vào tháng 8 năm 2012 với mức phí 2,4 triệu bảng. Dẫu vậy, Ngoại hạng Anh không phải bến bờ phù hợp với Assaidi. Anh không thể cạnh tranh được một suất đá chính tại Liverpool và phải thi đấu cho Stoke City hai năm liên tiếp theo dạng cho mượn trước khi khi bị bán cho Al-Ahli Dubai vào tháng 1 năm 2015. Năm 2017, anh trở về Hà Lan đầu quân cho Twente.
Là tuyển thủ quốc gia từ năm 2011, Assaidi đã cùng đội tuyển Maroc tham dự Cúp bóng đá châu Phi vào năm 2012 và 2013.

## Thống kê sự nghiệp

### Câu lạc bộ
Tính đến ngày 4 tháng 1 năm 2015
| Câu lạc bộ          | Mùa giải            | Giải đấu            | Giải đấu | Giải đấu | FA Cup | FA Cup | League Cup | League Cup | Châu Âu | Châu Âu | Khác | Khác | Tổng cộng | Tổng cộng |
| Câu lạc bộ          | Mùa giải            | Hạng                | Trận     | Bàn      | Trận   | Bàn    | Trận       | Bàn        | Trận    | Bàn     | Trận | Bàn  | Trận      | Bàn       |
| ------------------- | ------------------- | ------------------- | -------- | -------- | ------ | ------ | ---------- | ---------- | ------- | ------- | ---- | ---- | --------- | --------- |
| Omniworld           | 2006–07             | Eerste Divisie      | 7        | 0        | 0      | 0      | —          | —          | —       | —       | —    | —    | 7         | 0         |
| Omniworld           | 2007–08             | Eerste Divisie      | 29       | 3        | 0      | 0      | —          | —          | —       | —       | —    | —    | 29        | 3         |
| Omniworld           | Tổng cộng           | Tổng cộng           | 36       | 3        | 0      | 0      | —          | —          | —       | —       | —    | —    | 36        | 3         |
| De Graafschap       | 2008–09             | Eredivisie          | 12       | 1        | 1      | 0      | —          | —          | —       | —       | 4    | 1    | 17        | 2         |
| De Graafschap       | 2009–10             | Eerste Divisie      | 5        | 5        | 0      | 0      | —          | —          | —       | —       | —    | —    | 5         | 5         |
| De Graafschap       | Tổng cộng           | Tổng cộng           | 17       | 6        | 1      | 0      | —          | —          | —       | —       | 4    | 1    | 22        | 7         |
| Heerenveen          | 2009–10             | Eredivisie          | 20       | 1        | 3      | 1      | —          | —          | 6       | 1       | 0    | 0    | 29        | 3         |
| Heerenveen          | 2010–11             | Eredivisie          | 31       | 9        | 2      | 0      | —          | —          | 0       | 0       | —    | —    | 33        | 9         |
| Heerenveen          | 2011–12             | Eredivisie          | 27       | 10       | 2      | 0      | —          | —          | 0       | 0       | —    | —    | 29        | 10        |
| Heerenveen          | 2012–13             | Eredivisie          | 1        | 0        | 0      | 0      | —          | —          | 1       | 0       | 0    | 0    | 2         | 0         |
| Heerenveen          | Tổng cộng           | Tổng cộng           | 79       | 20       | 7      | 1      | —          | —          | 7       | 1       | 0    | 0    | 93        | 22        |
| Liverpool           | 2012–13             | Premier League      | 4        | 0        | 0      | 0      | 2          | 0          | 6       | 0       | —    | —    | 12        | 0         |
| Liverpool           | 2013–14             | Premier League      | 0        | 0        | 0      | 0      | 0          | 0          | —       | —       | —    | —    | 0         | 0         |
| Liverpool           | Tổng cộng           | Tổng cộng           | 4        | 0        | 0      | 0      | 2          | 0          | 6       | 0       | –    | –    | 12        | 0         |
| Stoke City (mượn)   | 2013–14             | Premier League      | 19       | 4        | 2      | 0      | 4          | 1          | —       | —       | —    | —    | 25        | 5         |
| Stoke City (mượn)   | 2014–15             | Premier League      | 9        | 0        | 1      | 0      | 1          | 0          | —       | —       | —    | —    | 11        | 0         |
| Stoke City (mượn)   | Tổng cộng           | Tổng cộng           | 28       | 4        | 3      | 0      | 5          | 1          | 0       | 0       | 0    | 0    | 36        | 5         |
| Tổng cộng sự nghiệp | Tổng cộng sự nghiệp | Tổng cộng sự nghiệp | 164      | 33       | 11     | 1      | 7          | 1          | 13      | 1       | 4    | 1    | 199       | 37        |

### Quốc tế
Tính đến 31 tháng 5 năm 2018.
| Đội tuyển quốc gia Maroc | Đội tuyển quốc gia Maroc | Đội tuyển quốc gia Maroc |
| Năm                      | Trận                     | Bàn                      |
| ------------------------ | ------------------------ | ------------------------ |
| 2011                     | 7                        | 1                        |
| 2012                     | 2                        | 0                        |
| 2013                     | 4                        | 0                        |
| 2014                     | 2                        | 1                        |
| 2015                     | 2                        | 0                        |
| Tổng cộng                | 17                       | 2                        |

### Bàn thắng quốc tế
| #  | Ngày                 | Địa điểm                      | Đối thủ  | Bàn thắng | Kết quả | Giải đấu           |
| -- | -------------------- | ----------------------------- | -------- | --------- | ------- | ------------------ |
| 1. | 4 tháng 6 năm 2011   | Stade de Marrakech, Marrakesh | Algérie  | 4–0       | 4–0     | Vòng loại CAN 2012 |
| 2. | 16 tháng 11 năm 2014 | Stade Adrar, Agadir           | Zimbabwe | 1–1       | 2–1     | Giao hữu           |